# Dopravní podnik Kněžmost
Dopravní podnik Kněžmost s.r.o. je česká dopravní společnost, která je vlastněna obcí Kněžmost a provozuje místní autobusovou přepravu v okrese Mladá Boleslav. V České republice se jedná o nejmenší firmu zabývající se pravidelnou autobusovou dopravou.

## Historie
V minulosti zajišťoval dopravní obslužnost v Kněžmostu národní podnik ČSAD, později podnik SECO Trans, vzniklý transformací kosmonoského dopravního závodu ČSAD. Vzhledem ke vzrůstajícím finančním požadavkům tohoto dopravce a klesající kvalitě poskytovaných služeb si obec založila v polovině roku 1997 vlastní dopravní společnost na provoz místních linek. Dopravní podnik Kněžmost pak zahájil ostrý provoz dne 11. února 1998.
Dopravní podnik Kněžmost provozoval nejprve osm linek, označených číselně 1-8 (ve služebních spisech jako 260621-260628), pro které si obstaral dva autobusy, jeden značky Ford a druhý Iveco. V případě poruchy jednoho z vozidel posloužil mikrobus nebo dodávka, pronajaté od společnosti IVECO, jejíž pobočka v Kněžmostu sídlí.
Později došlo k redukci na sedm linek a v současnosti (na začátku roku 2019) Dopravní podnik Kněžmost obsluhuje linky 260621 až 260627. Tyto zahrnují osobní přepravu po místních částech Kněžmostu a do přilehlých obcí, i linky do nejbližších měst: Mladé Boleslavi, Mnichova Hradiště, do Jičína a speciální turistickou linku z Mladé Boleslavi do Sobotky s možností přepravy jízdních kol.

## Vozový park
Dle serveru seznam-autobusu.cz zajišťovalo v barvách Dopravního podniku Kněžmost přepravu těchto pět autobusů, v roce 2019 jezdí tři z nich, dva nejstarší byly již z provozu vyřazeny a odprodány.
- Ford E 350 Champion - (1997 - 2009)
- Iveco Daily - (2000 - 2018)
- SOR C 9,5 - (od 2007)
- Iveco Stratos L 37 - (od 2008)
- Iveco Stratos LE 37 - (od 2016)